# Kliczeno
Kliczeno (ros. Кличено) – wieś (sieło) w Rosji, w obwodzie lipieckim, w rejonie stanowlańskim. W 2021 liczyła 210 mieszkańców.